# Il castello di Fiandra
Il castello di Fiandra (Das Schloß in Flandern) è un film del 1936 diretto dall'ungherese Géza von Bolváry e interpretato da Paul Hartmann e Marta Eggerth.
Le coreografie del film sono affidate a Jens Keith.

## Trama
Reduce dalla prima guerra mondiale Fred Winsbury torna dall'Australia per ricomporre alcune ferite aperte del suo passato. Durante il conflitto infatti, si era incolpato di un misfatto di cui sarebbe stata incolpata una donna diventata in seguito la nobile Lady Margret, felicemente sposata. A causa di quel gesto di generosità, era stato costretto a fuggire in un altro continente e ad abbandonare la sua fidanzata, Gloria Delamare, ora famosa cantante.
Prendendo come scusa una rimpatriata di commilitoni in un castello delle Fiandre dove avevano combattuto, Winsbury incontra nuovamente la sua amata alla quale non ha il coraggio di rivelare la verità. Ma prima che questi possa perderla nuovamente, Lady Margret decide di raccontare tutto a Gloria, consentendo così ai due di riguadagnare il tempo perduto e di sposarsi.

## Produzione
Il film fu prodotto dalla Tobis-Magna-Filmproduktion. Venne girato dal marzo all'aprile 1936.

## Distribuzione
Distribuito dalla Rota-Film Verleih AG, uscì in Germania presentato il 14 agosto 1936 a Francoforte e, in contemporanea, al Capitol di Berlino. Il film fu distribuito anche in Portogallo (16 novembre 1936), negli Stati Uniti dall'American Tobis Company (6 agosto 1937), in Finlandia (31 ottobre 1937) e in Danimarca (1º gennaio 1938).